# Колонии Германии
Герма́нская Колониа́льная Импе́рия — колониальная империя, во главе с метрополией Германии. В разные исторические периоды колонии Германии были в Африке, Азии, Южной Америке и Океании.
В отличие от других европейских государств, начавших политику колонизации ещё в XVI веке, из немецких государств лишь Бранденбург в конце XVII века обладал небольшими колониальными владениями. Германская империя начала активную политику колонизации только в конце XIX века. Германская колониальная империя была образована в 1880—1890-х годах и просуществовала до конца Первой мировой войны, когда колонии были разделены между союзниками согласно Версальскому мирному договору.

## Колонии немецких государств (XVI—XVIII века)

### Кляйн-Венедиг

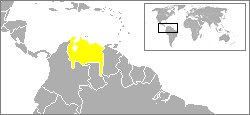
Кляйн-Венедиг

В 1519 году перед выборами императора Священной Римской империи испанский король Карл I (позже Карл V) взял в долг у аугсбургских банкирских домов Вельзеров и Фуггеров сумму, колеблющуюся, по разным оценкам, от 143 до 158 тыс. талеров. На выборах Карл V победил французского короля Франциска I, однако средств для возвращения хотя бы части кредита у него не было. В качестве залога, согласно подписанному 27 марта 1528 года в Мадриде Венесуэльскому договору, Вельзеры получили в управление испанскую колонию Венесуэла (букв. «маленькая Венеция», нем. Klein Venedig, Кляйн-Венедиг). Они получили права назначать и смещать губернаторов и чиновников, освобождались от налога на соль, а также от таможенных и портовых сборов в Севилье, обладавшей тогда монопольным правом на торговлю с Венесуэлой. Вельзеры получили право на 4 % прибыли всего предприятия, а также на 90 % (позже 80 %) всех найденных драгоценных металлов, а присланные ими поселенцы получали свой надел земли. Со своей стороны Вельзеры были обязаны построить два города и три крепости, а также населить их.
В 1529 году первый губернатор Амброзиус Эингер (нем. Ambrosius Ehinger) с 281 колонистом прибыл в столицу Венесуэлы Ной-Аугсбург (нем. Neu Augsburg, «новый Аугсбург», сейчас Коро). В том же году был заложен Ной-Нюрнберг (нем. Neu Nürnberg, «новый Нюрнберг», сейчас Маракайбо). Хотя изначально планировалось, что доход колония будет получать за счёт торговли золотом, солью, рабами и дорогими сортами древесины, вскоре выяснилось, что прибыль, необходимую для покрытия долгов Карла V, может принести только работорговля. Губернаторы начали концентрировать усилия в этой области, что привело к сопротивлению как индейцев, так и уже живших в Венесуэле испанских поселенцев. Испанский миссионер Бартоломе де Лас Касас писал: «Немцы хуже самых диких львов. Из-за своей жадности эти дьяволы в человеческом обличье действуют гораздо кровавее своих предшественников». Резко возросло число жалоб на королевских аудиенциях. В 1536 году, по ходатайству епископа Коро, была создана следственная комиссия, которая должна была проверить обвинения в преступлениях против испанцев и индейцев. Однако ни губернатор Георг Хоэрмут (Georg Hohermuth), организовавший экспедицию на поиски Эльдорадо, ни его заместитель Николаус Федерман, также ушедший в экспедицию в 1537 году, не интересовались вопросами правосудия.
В 1546 году Карл V расторг Венесуэльский договор, так как колониальная политика Вельзеров не оправдала себя: губернаторы заботились лишь о своём личном обогащении, еда, лошади и оружие по-прежнему доставлялись с Карибских островов, Маракайбо лежал в руинах, Коро перестал выполнять функции столицы, а большинство местных индейцев по-прежнему были не знакомы с христианством. Бартоломео Вельзер до 1556 года пытался вернуть себе право на данные территории, однако в итоге окончательно потерял Венесуэлу, а также груз Николауса Федермана на складах в Колумбии.

### Африка

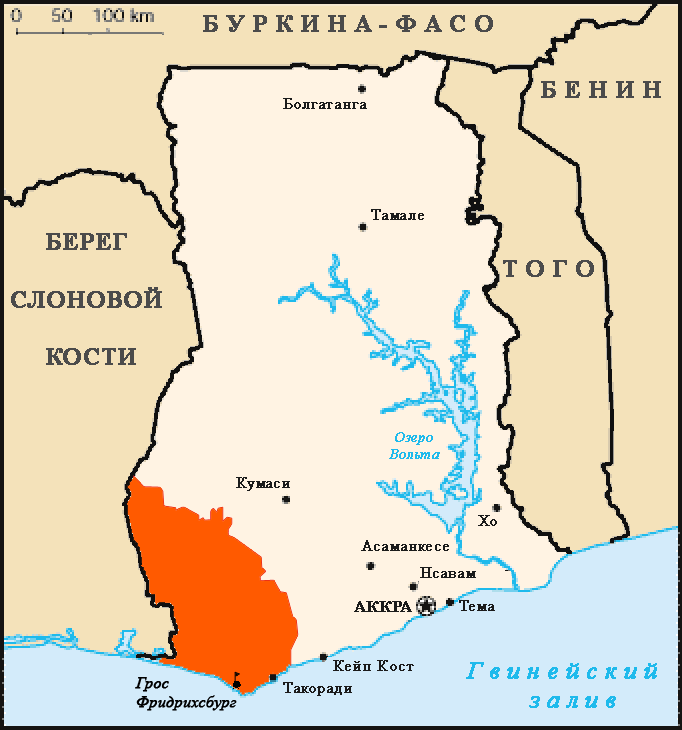
Гросс-Фридрихсбург

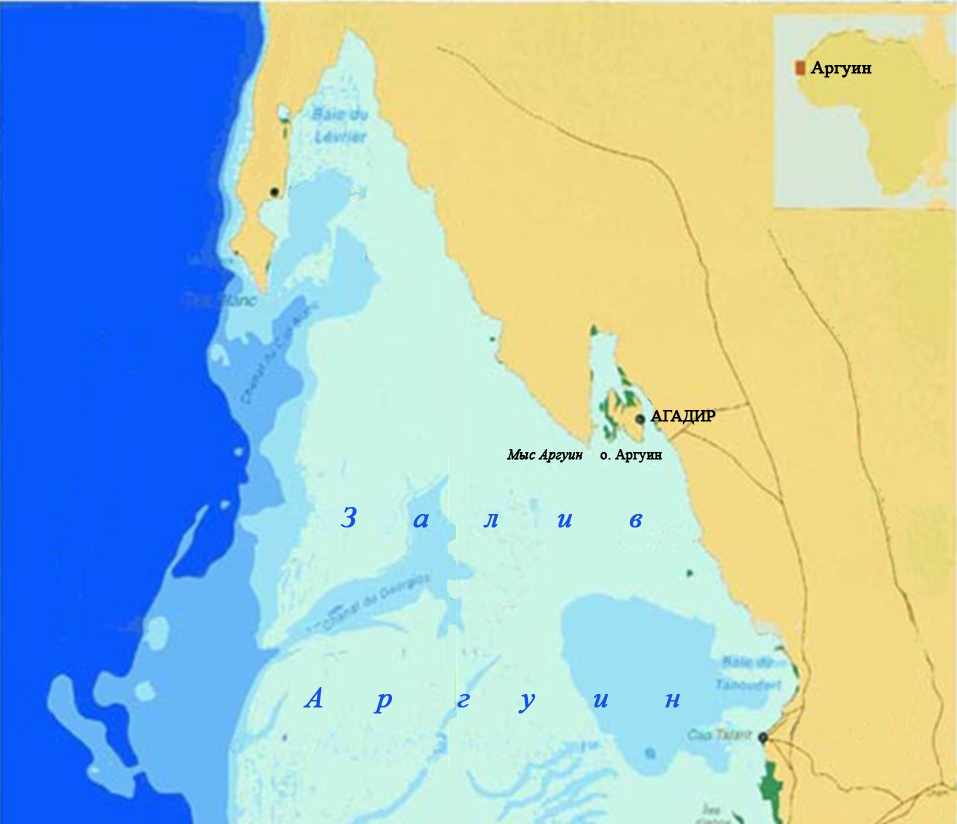
Аргуин

В период правления курфюрста Фридриха Вильгельма Бранденбург проводил активную колониальную политику. Для её осуществления была основана Бранденбургско-африканская компания (нем. Kurfürstliche Afrikanisch-Brandenburgische Compagnie, позже перешедшая Пруссии). Для защиты поселенцев и имущества компания имела право обращаться за помощью к военно-морскому флоту Бранденбурга.
1 января 1683 года майор Отто Фридрих фон дер Грёбен (Otto Friedrich von der Gröben) с фрегатами Morian и Chur Prinz высадился на побережье современной Ганы и основал колонию Гросс-Фридрихсбург (нем. Groß Friedrichsburg). После переговоров с главами 14 местных племён был подписан договор, согласно которому они переходили под протекторат Бранденбурга. В следующие годы были построены также два форта (Dorothea и Louise), также небольшое укрепление возле Такоради. Однако попытки продвинуться дальше вглубь континента были остановлены ожесточённым сопротивлением владевшей этими землями голландской колонии. Тем не менее, торговля драгоценными металлами и рабами процветала. После особо удачного 1689 года Фридрих Вильгельм смог выкупить доли компаньонов в компании и стать её единственным владельцем. В 1718 году колония была продана голландской Вест-Индской компании. После отъезда из колонии последнего бранденбуржца, командование крепостью перенял Ян Конни (Jan Conny). Он отказался передавать крепость голландцам и до своей капитуляции в 1724 году успешно отражал все их атаки.
5 октября 1685 года Бранденбургско-африканская компания основала колонию на острове Аргуин возле западного побережья Мавритании. Капитан фрегата «Rother Löwe» Корнелиус Реерс восстановил существовавшую на острове старую португальскую крепость и заключил с королём Аргуина договор, согласно которому Бранденбург становился государством-протектором. Этот договор был ратифицирован в 1687 году и подтверждён в 1698 году. Удачное географическое положение острова способствовало успешной торговле, а некоторое время Аргуин был центральным перевалочным пунктом мировой торговли каучуком. Остров был захвачен французами 9 марта 1721 года.
На территории современного Того около 1700 года существовала совместная с англичанами и голландцами колония Вида (нем. Whydah). Несмотря на то что она представляла собой только опорный пункт и складские помещения, благодаря торговле рабами она стала одним из основных торговых центров Того.

### Карибы
Для обеспечения беспрепятственной торговли рабами из африканских колоний Гросс-Фридрихсбург и Аргуин Бранденбургу требовался опорный пункт на Антильских островах.
С этой целью Бранденбургско-американская компания 25 ноября 1685 года заключила с Датской Вест-Индской компанией договор об аренде части одного из Антильских островов — Санкт-Томас. Согласно договору, остров оставался в собственности Дании, однако Бранденбург получал на 30 лет все права пользования. Кроме того, на все тридцать лет острову давались права свободного порта. В 1693 году арендованная Бранденбургом часть острова была им аннексирована без сопротивления со стороны датчан. После того, как африканские колонии Бранденбурга перешли к другим государствам, колония на о. Санкт-Томас была заброшена в 1720 году.
Кроме того, были попытки создать колонии на Крабовом острове (ныне Вьекес, 1689—1693), где Бранденбург аннексировал колонию, созданную Датской Вест-Индской компанией в 1682 году и на острове Тертолен (ныне Тортола), приобретённом прусским королём Фридрихом I в 1696 году.

### Ганауская Индия

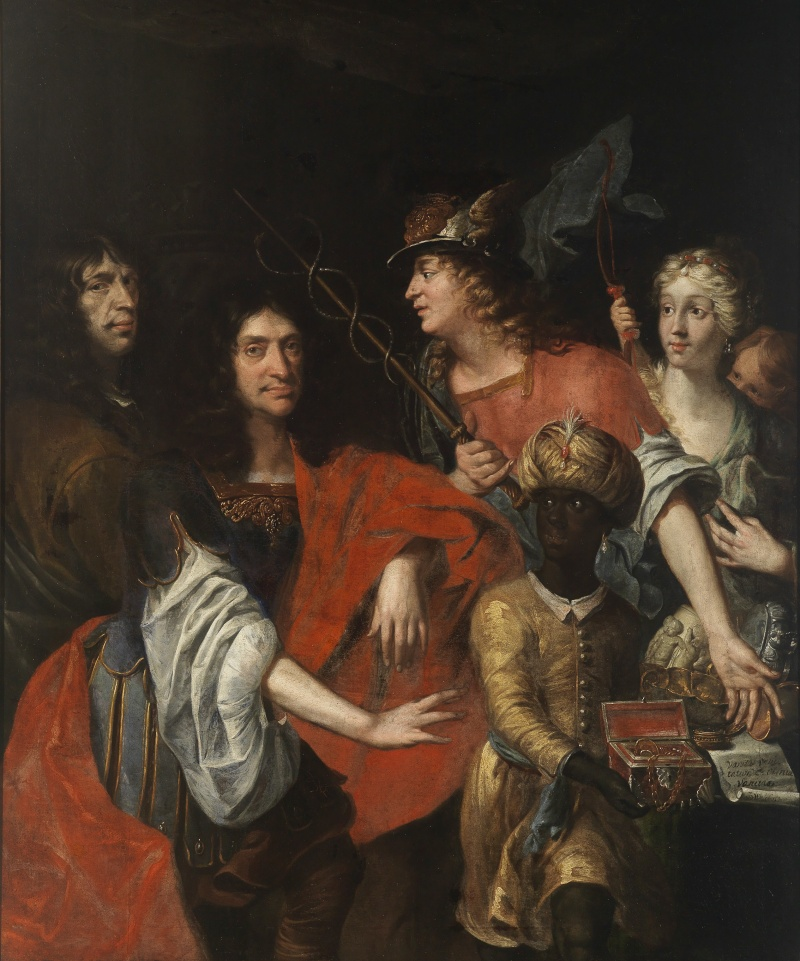
Фридрих Казимир Велькер. Аллегория приобретения Суринама графом Фридрихом Казимиром Ганауским в 1669 году. (1676)

В июле 1669 года Иоганн Иоахим Бехер по поручению графа Фридриха Казимира Ганауского подписал с голландской Вест-Индской компанией договор о приобретении в качестве ленного владения территории в 3 тыс. квадратных миль (около 10 тыс. км²) в нидерландской Гвиане (ныне Суринам) между реками Ориноко и Амазонкой. Он планировал создать там меркантилистскую колонию, успешную в финансовом отношении, и тем самым поправить бюджет Ганау. Также предполагалось создание королевства Ганауская Индия (нем. Königreich Hanauisch-Indien) и превращение индейцев в «мирных и цивилизованных людей». Договор также предусматривал некоторые преимущества для Вест-Индской компании; в частности, право монопольной организации транспорта в колонии.
Приобретённая территория была огромна: на момент подписания договора территория всего графства Ганау составляла около 44 квадратных миль. С самого начала осуществления проекта возникли проблемы, связанные с недостатком финансовых средств и колонистов для освоения столь большой территории. Граф был вынужден заложить округ Наухайм. Его родственники добились от императора Леопольда I передачи графства в их управление. В 1670 году Фридрих Казимир покорился и в дальнейшем правил с ними совместно. В 1672 году при посредничестве Руперта Пфальцского была предпринята неудачная попытка продажи колонии королю Англии Карлу II. Окончательно колония была заброшена с началом Франко-голландской войны.

## Германская колониальная империя

### Колониальная политика Отто фон Бисмарка

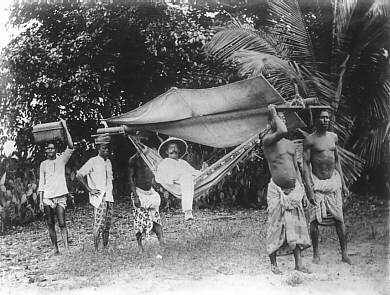
Немецкий колонизатор в Того

После объединения Германии в 1870—1871 годах канцлер Отто фон Бисмарк объявил, что колониальная политика не является приоритетной для страны, так как территориальные приобретение на других континентах принесут лишь незначительные финансовые выгоды, однако будут сопряжены с ростом политических рисков. Ещё в 1864 году после Датско-прусской войны Дания безуспешно предлагала Пруссии и Австрии Датскую Вест-Индию, пытаясь избежать полной потери Шлезвига. В 1870 году после Франко-прусской войны было отклонено предложение Франции о передаче Кохинхины.
Тем не менее, в 1873 году было организовано «Африканское общество в Германии» (нем. Afrikanische Gesellschaft in Deutschland), ставившее своей целью географическое исследование Африки. В 1882 году появилось «Германское колониальное общество» (нем. Deutscher Kolonialverein), объединившее свыше 15000 сторонников колониальной политики. В 1887 году оно объединилось с созданным в 1884 году «Обществом за немецкую колонизацию» (нем. Gesellschaft für Deutsche Kolonisation), ставившим своей целью практическую реализацию этой политики.
Желая усилить свои политические позиции, а также рассчитывая на поддержку декларировавшей колониальные устремления Национал-либеральной партии на выборах в Рейхстаг в 1884 году, Бисмарк объявил о том, что многочисленные зарубежные владения немецких коммерсантов отныне будут находиться под защитой Германского государства. Кроме того, данной мерой он рассчитывал ослабить поток эмигрантов в Америку и перенаправить его в германские колонии. Экономические, социальные и национальные мотивы играли для него второстепенную роль.

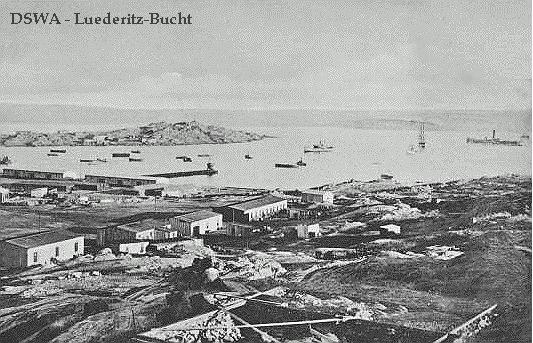
Бухта Людерица в Германской Юго-Западной Африке (около 1900 года)

В этот период под защиту Германии были переданы:
- приобретённые бременским коммерсантом Адольфом Людерицем (Adolf Lüderitz) земли на территории современной Намибии. В апреле 1884 года из них была образована Германская Юго-Западная Африка;
- германское Того в июле 1884 года;
- земли Адольфа Вёрмана (Adolph Woermann) — Германский Камерун в июле 1884 года;
- принадлежавшая Карлу Петерсу (Carl Peters) и «Обществу за немецкую колонизацию» Германская Восточная Африка в феврале 1885 года;[21]
- братьями Клементом и Густавом Денхардт — Виту (современная Кения)

Кроме того, в мае 1885 года в Океании под защиту Германии перешли:
- Германская Новая Гвинея
- Архипелаг Бисмарка

Уже в 1885 году Бисмарк вновь отошёл от идеи последовательного проведения колониальной политики, сосредоточив свои усилия на улучшении отношений с Англией и Францией. Колонии использовались только в качестве разменной карты на переговорах. На Берлинской конференции 1884—1885 годов Африка была разделена между европейскими державами, а согласно Гельголандско-занзибарскому соглашению 1890 года африканский протекторат Виту был обменян на стратегически важный для Германии остров Гельголанд в Северном море.

### Колониальная политика Вильгельма II

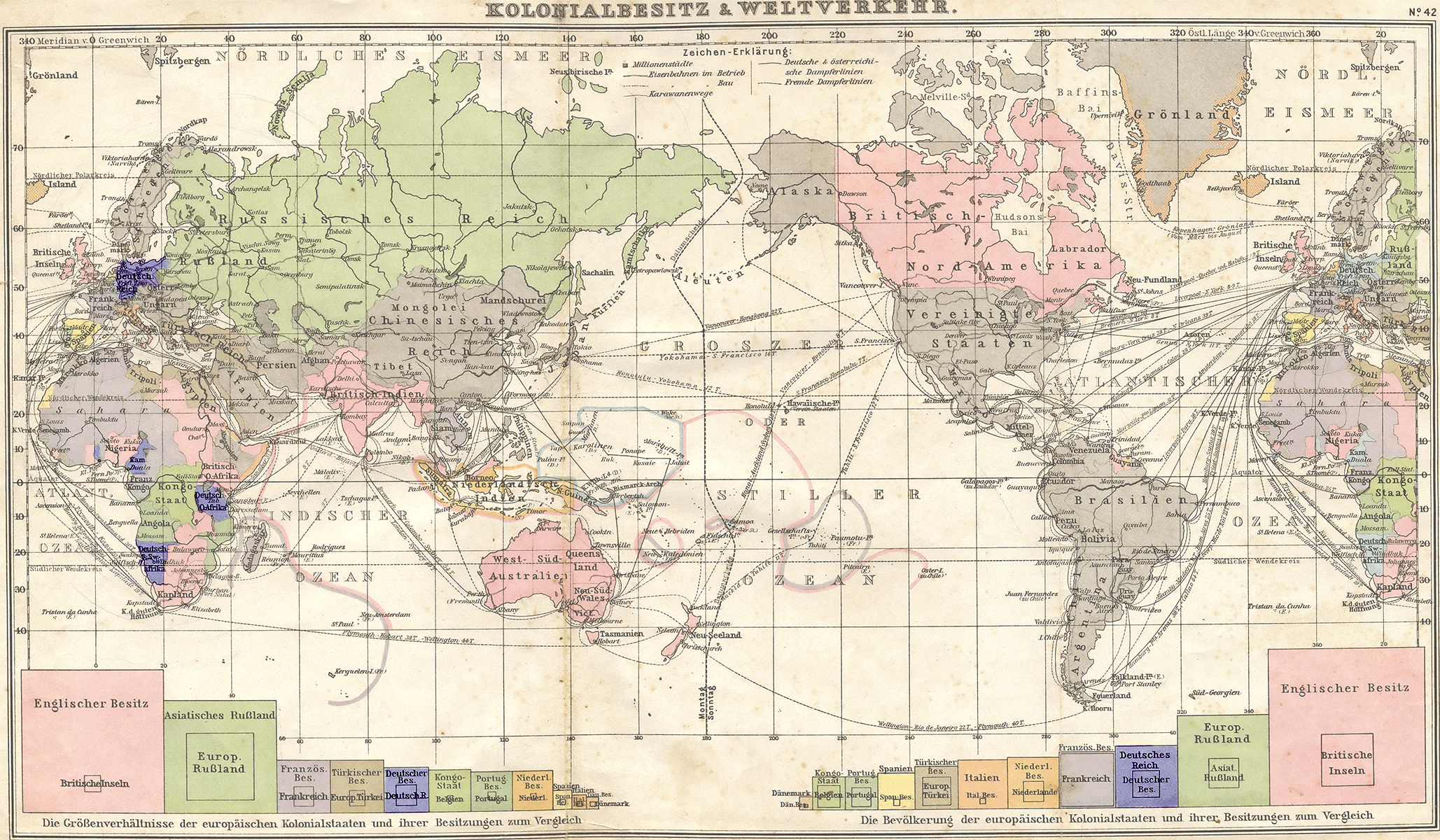
Колониальные владения в 1905 году. Немецкие колонии обозначены синим цветом

При кайзере Вильгельме II Германия пыталась увеличить сферу своего колониального влияния путём увеличения количества торговых представительств. В этот период наращивался военный потенциал (особенно военно-морских сил) — согласно канцлеру фон Бюлову Германия готовилась «занять своё место под солнцем» несмотря на то, что «пришла слишком поздно». Среди прочего, под этим подразумевалось и обладание колониями. Подобная политика национального престижа резко контрастировала с прагматической колониальной политикой Бисмарка 1884—1885 годов.
Тем не менее, при Вильгельме II Германии удалось лишь немного расширить свои колониальные владения. Под протекторат Германии в этот период перешли:
- в 1888 году тихоокеанский остров Науру[23]. (После подписания в 1886 году между Великобританией и Германией договора о разделе сфер влияния в западной части Тихого океана)
- 6 марта 1898 года — китайский город и военно-морская база Цзяо-Чжоу (Циндао). Нападение на немецких миссионеров, в результате которого два человека были убиты, послужило поводом для ввода в город эскадры немецких крейсеров под командованием контр-адмирала Динитца и его оккупации в ноябре 1897 года. После этого Китай был вынужден подписать договор об аренде данной базы[24].
- 12 февраля 1899 года — микронезийские Каролинские острова и Марианские острова (кроме Гуама). Воспользовавшись поражением Испании в испано-американской войне, Германия после демонстрации военного флота вынудила Испанию продать данные острова за 17 миллионов марок[21].
- 17 февраля 1900 года — западная часть островного королевства Самоа — Германское Самоа[21].

Во время второго марокканского кризиса Германия получила так называемый «Новый Камерун», часть территории Французской Экваториальной Африки, которая была присоединена к германскому Камеруну.
В 1899 году в Витценхаузене была основана немецкая колониальная школа (нем. Deutsche Kolonialschule für Landwirtschaft, Handel und Gewerbe), в которой семнадцати-двадцатисемилетние студенты в рамках двух-трёхлетнего курса обучались основам сельского хозяйства в колониях.

### Колониальная политика во время Первой мировой войны

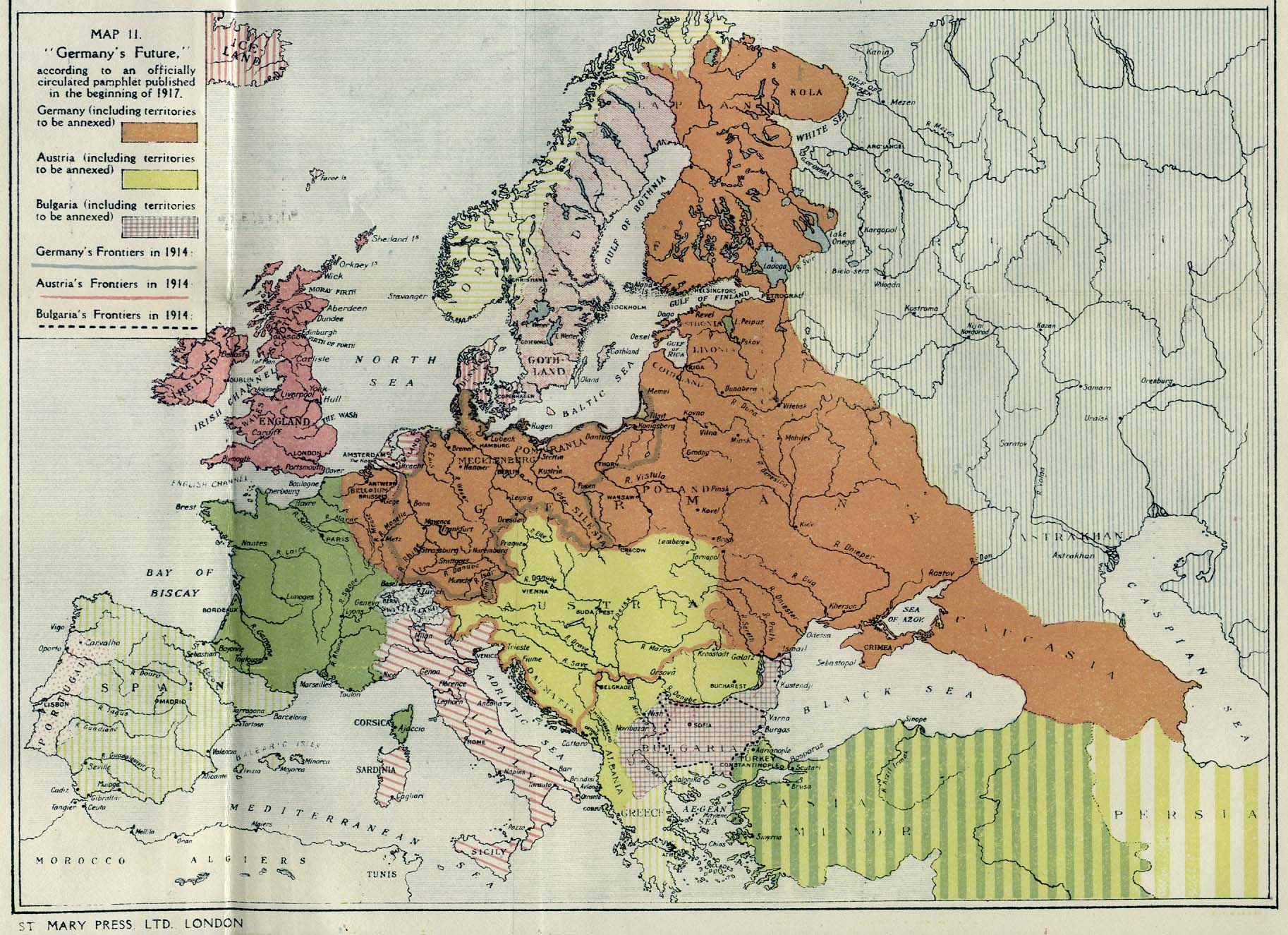
Планы Германии на территориальные приобретения в Европе в представлении западных союзников в 1917 году

К началу Первой мировой войны в Берлине господствовала точка зрения, согласно которой судьба колоний будет решаться на европейском театре военных действий. Кроме того, Германия надеялась на то, что решения конференции в Конго 1885 года, гарантировавшие всем колониям свободу торговли и обязывавшие к мирному решению всех конфликтов в Африке, будут соблюдаться и далее. Территории колоний площадью в 2 953 000 км² и населением в 12,3 млн человек защищали войска общей численностью в 15 тысяч человек.

#### Африканские колонии

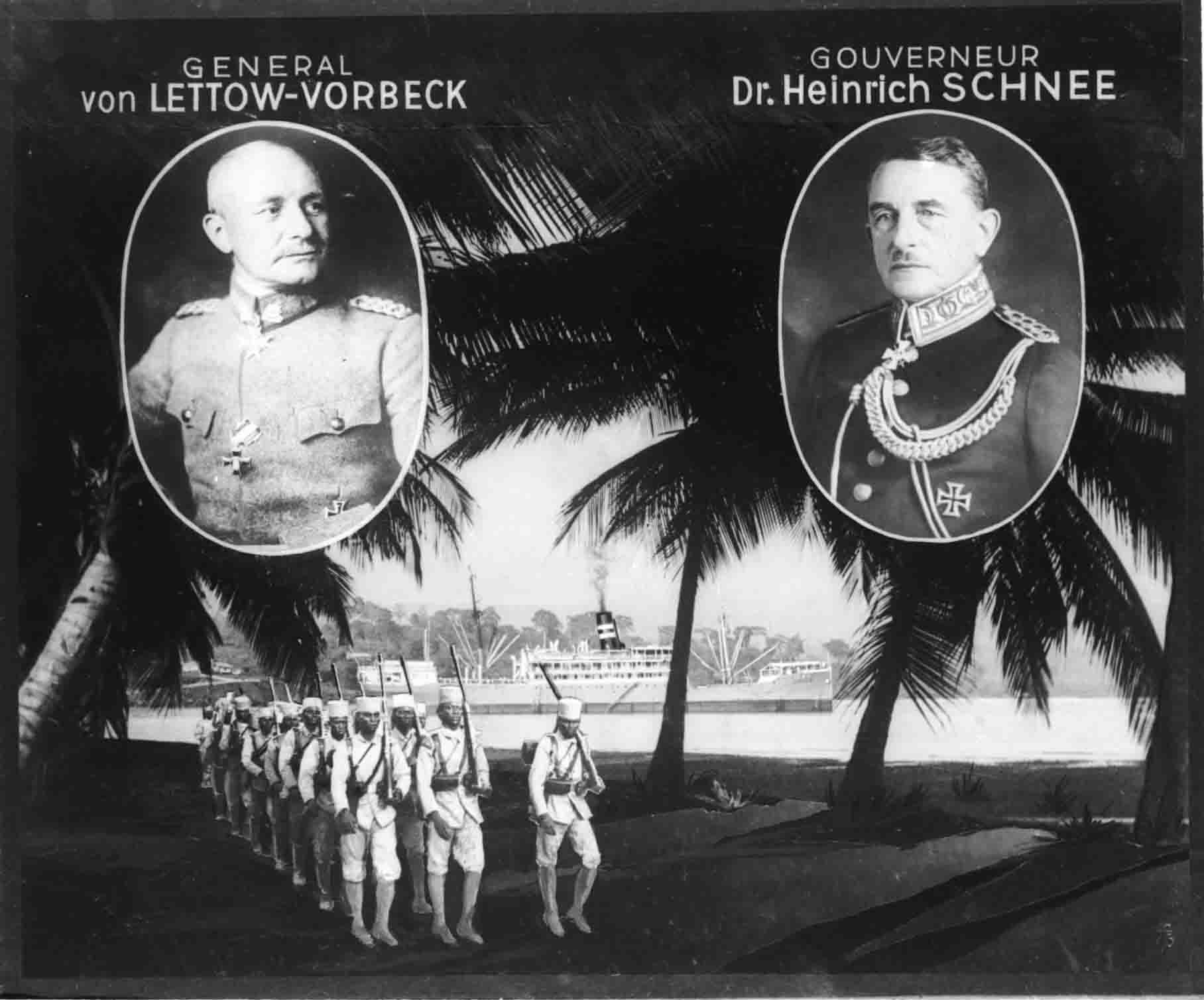
Генерал Пауль фон Леттов-Форбек и губернатор Генрих Шнее

Германская Восточная Африка была крупнейшей и самой населённой из всех немецких колоний. Местное население крайне лояльно относилось к немцам, а сами территории обладали хорошо развитой инфраструктурой, что позволило обеспечивать быструю транспортировку войск. 3 тыс. немецких солдат, офицеров и 12 тыс. африканских солдат противостояли около 130 тыс. английских, африканских, индийских, бельгийских и португальских солдат. Боевые действия разворачивались в 5 отдалённых друг от друга регионах, однако благодаря развитой авто- и железнодорожной сетям немцы успешно перебрасывали войска между ними. Также не действовала организованная Великобританией и постоянно прорывавшаяся морская блокада. В битве при Танга в 1914 году немецким войскам удалось отразить наступление семикратно больших английских и индийских войск.
После того, как индийские войска оказались небоеспособными, англичане под командованием Яна Смэтса при помощи южноафриканских войск провели успешную операцию по захвату Танганьики. В ответ командующий немецкими войсками Пауль фон Леттов-Форбек приказал перейти к партизанской тактике. Позже немецкие войска были вынуждены отступить в Португальскую Восточную Африку. Леттов-Форбеку удалось мобилизовать ресурсы в Мозамбике, после чего в 1918 году он сумел не только вернуть германскую восточную Африку, но и захватить северную часть британской Родезии (нынешняя Замбия). Там британские парламентёры сообщили ему о прекращении огня в Европе. 25 ноября 1918 года, через две недели после сообщения об отречении кайзера Вильгельма II, немецкие войска сдались союзникам.
Почти все немецкие войска в Германской Юго-Западной Африке к началу войны находились на границе с Южно-Африканским Союзом. Боевые действия начались с нападения на пограничный полицейский пост Рамансдрифт (Ramansdrift), однако до сентября 1914 года они ограничивались приграничными столкновениями. В октябре они практически прекратились. так как в связи с восстанием буров командующий английскими войсками генерал Бота был вынужден задержать генеральное наступление на несколько месяцев. Даже после подавления восстания многие буры продолжали сражаться с англичанами на стороне Германии. Возникшую передышку командующий немецкими войсками подполковник фон Хайдебрек (von Heydebreck) использовал для карательной экспедиции в португальскую Анголу, так как формально нейтральная Португалия под британским давлением перехватывала немецкие транспорты. Тем не менее после подавления бурского восстания для немецких войск сложилась практически безвыходная ситуация и 9 июля 1915 года было подписано соглашение о прекращении огня. К середине августа войска Южно-Африканского Союза заняли всю территорию страны, немецким поселенцам было позволено вернуться на свои фермы, а оставшиеся 1300 немецких солдат и офицеров даже не были разоружены, а лишь сконцентрированы в одной из частей страны.
В Германском Камеруне ещё перед началом войны немецкие войска были ослаблены серией восстаний. Кроме того, географическое положение Камеруна позволило союзникам начать наступление со всех четырёх сторон одновременно. 8 тысячам немецких солдат и вспомогательных местных войск противостояли около 30 тысяч солдат и офицеров союзников (в основном — английских и французских войск). Несмотря на это, до сентября 1914 года немецким войскам удавалось сдерживать наступление. 27 сентября 1914 года союзникам удалось захватить порт Дуала, а немецкие войска были вынуждены отступить вглубь континента и перейти к партизанской тактике. В течение следующего года бои проходили с переменным успехом, однако в сентябре 1915 года союзникам удалось занять ключевые точки страны. В январе 1916 года после отступления из столицы Яунде большая часть немецких войск (900 немцев и около 12 тысяч местных войск) перешли в нейтральную Испанскую Гвинею. За ними последовали около 50 000 мирных жителей. Оставшиеся войска сдерживали наступление до тех пор, пока последний солдат не покинул территорию Камеруна, после чего 18 февраля 1916 года сложили оружие.
Кампания в Немецком Того была безуспешной ввиду малой численности немецких войск, тем не менее, войска под командованием и. о. губернатора Дёринга нанесли потери англо-французским войскам, прежде чем капитулировали.

#### Азиатские колонии

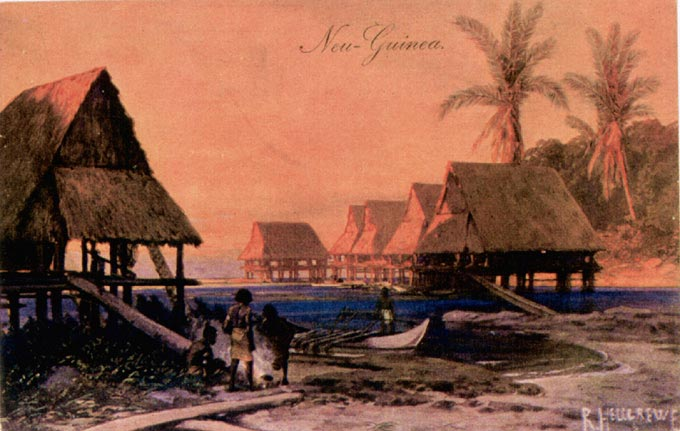
Германская Новая Гвинея. Иллюстрация из книги «Das Buch von unseren Kolonien», 1908

Территория германской Новой Гвинеи не оборонялась регулярными войсками. Для того, чтобы не создавать впечатления подготовки к войне, ведомство по делам колоний в сентябре 1913 года отказало и в увеличении полицейских сил на острове. После известия о начале войны, полученного радиостанцией Bitapaka 5 августа 1914 года, управление колонией было перенесено из портового города Рабаул в Тома в глубине острова. 12 августа на побережье высадились австралийские солдаты и однако после уничтожения радиостанции и телефонных станций в Рабауле и Хербертсхёэ (ныне Кокопо) вновь покинули остров. 13 августа из инспекционной поездки вернулся губернатор Эдвард Хабер, который занялся организацией обороны колонии. В результате было организовано формирование, состоявшее из 50 немцев и 240 местных жителей, половина из которых никогда не держала огнестрельного оружия в руках. В это время австралийские войска захватили Науру (8 августа) и Самоа (29 августа). 11 сентября насчитывавшие 6000 человек австралийские войска при поддержке линкора «Австралия», крейсеров «Сидней» и «Энкаунтер», трёх эсминцев, обеих австралийских подводных лодок высадились в Новой Гвинее. 17 сентября 1914 года Новая Гвинея капитулировала.

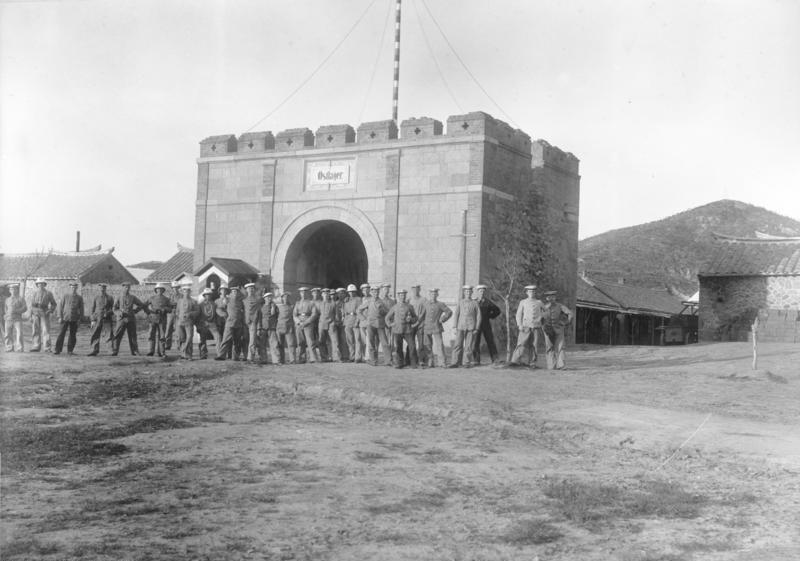
Немецкие солдаты в Циндао

### Осада Циндао
15 августа 1914 года Япония и Великобритания согласовали план действий против немецкой колонии Циндао. В этот же день Япония предъявила ультиматум Германии. В связи с тем, что ответа на него не последовало, 27 августа колония была блокирована с моря. После неудачи первого наступления 26 сентября, когда 30 000 японских солдат атаковали базу, оборонявшуюся 4750 немецкими солдатами, англо-японские войска перешли к осадной тактике. После девятидневного артиллерийского обстрела города с 29 октября, была предпринята ещё одна попытка штурма, однако она вновь была отбита. Успешная оборона частично базировалась на воздушной разведке военного лётчика Гюнтера Плюшова. прозванного пилот Циндао (нем. Der Flieger von Tsingtau), который на единственном в крепости устаревшем самолёте Rumpler Taube вёл её на протяжении всей осады. После того, как в начале ноября у осаждённых стали заканчиваться боеприпасы, было принято решение об уничтожении артиллерийских орудий и судов. 7 ноября 1914 года Циндао капитулировала.
За время осады представители Антанты потеряли около 3 тысяч убитыми и раненными. Потери Германии составили 199 убитыми, 504 раненными, 3400 захвачены в плен.

## Колониальная политика во время национал-социализма

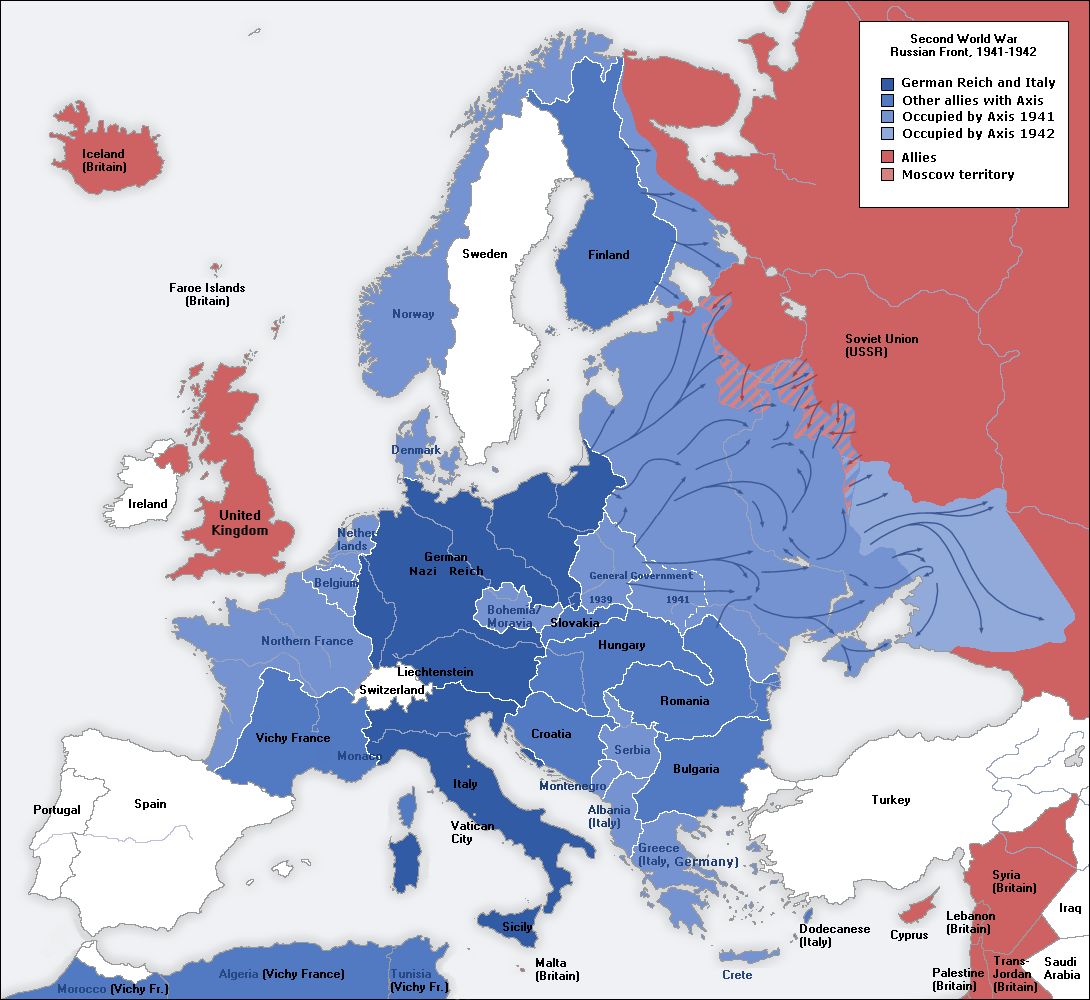
Германия и её сателлиты в период их максимальной территориальной экспансии в Европе во время Второй мировой войны

Согласно Версальскому договору, немцы должны были покинуть территории всех колоний. Однако уже во времена Веймарской республики всё чаще стали раздаваться призывы к восстановлению колониальных владений Германии.
Несмотря на то что после прихода к власти Адольфа Гитлера колониальная тематика была отодвинута на второй план, сам Гитлер периодически ставил этот вопрос на повестку дня, сторонники колонизации поддерживали его, считая гарантом будущего территориального расширения Германии. В это время были организованы так называемые колониальные школы, в которых будущие колонисты готовились к жизни в новых колониях. До 1937 года эти работы велись скрытно, дабы не вызвать недоверия у Великобритании, однако после того, как Великобритания отказалась создавать военный союз с Германией, Гитлер открыто потребовал возврата немецких колониальных владений.
Вопрос о «колониальной компенсации» рассматривался в 1936 г. в комитете под руководством лорда Плимута для обсуждения колониальной проблемы. Комитет Плимута заседал с 18 марта по 9 июня 1936 г., провел 12 заседаний, обсудил 18 меморандумов и пришёл к выводу, что «возврат колоний Германии нежелателен». Среди доминионов вопрос о возвращении колоний Германии вызвал особенно острые дискуссии в руководстве Южно-Африканского Союза, где благожелательное отношение к восстановлению германского присутствия (вплоть до симпатий к национал-социалистам) сталкивалось с нежеланием уступать завоеванную в 1915 году мандатную территорию бывшей Германской Юго-Западной Африки и Танганьику, имевшую стратегическое значение для объединения всех владений Британской империи на Африканском континенте.
В 1938 году исследовательское судно «Швабия» (MS Schwabenland) отплыло в Антарктиду с целью заявить права на эту территорию. Во время похода на прибрежную территорию с самолётов были сброшены вымпелы со свастикой, а отмеченная ими территория была названа Новой Швабией. В Африке была возрождена идея немецкой Центральной Африки. Кроме того, планировалось принудительное переселение всех евреев на Мадагаскар. В колониях должно было быть введено строгое разделение между арийцами и неграми («расовая гигиена»), при этом местные жители должны были проживать в резервациях и использоваться исключительно в качестве рабочей силы.

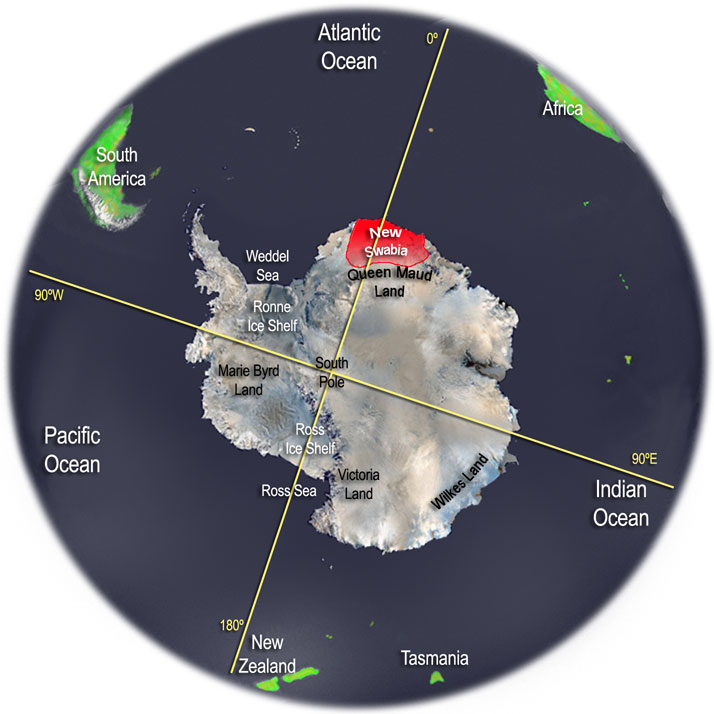
Территория Новой Швабии

С началом Второй мировой войны, при поддержке стран-сателлитов, нацистская Германия как непосредственно включала завоёванные территории в свой состав, так и создавала и планировала управляемые ею генерал-губернаторство, рейхспротекторат, рейхскомиссариаты, колонии, а также марионеточные государства. После провала плана «Барбаросса», Битвы за Британию, Североафриканской кампании, Битвы за Атлантику Рейха в Германии усилилась мобилизация, коснувшаяся и ведомства по делам колоний. Особую роль в этом сыграл глава партийной канцелярии НСДАП и личный секретарь Гитлера Мартин Борман, являвшийся яростным противником колониального движения. В своём письме от 6 сентября 1941 года он потребовал прекратить или как минимум резко ограничить все работы, проводимые ведомством. В результате 32 % всех сотрудников ведомства (53 % военнообязанных) были сокращены. Однако на этом Борман не остановился — в январе 1942 года в связи с необходимостью отправки на фронт 600 000 солдат он потребовал ещё одного радикального сокращения штатов, в январе 1943 года добился от Гитлера разрешения на закрытие всех служб, деятельность которых не связана напрямую с работой фронта. 13 января глава колониального ведомства Франц фон Эпп получил приказ о прекращении деятельности к 15 февраля 1943 года. От огромной организации остались всего 4 чиновника, 8 служащих и одиннадцать человек техперсонала, которые позже вошли в штат министерства иностранных дел. На данный момент с Новой Швабией связано множество конспирологических теорий не подтвержденных немецкими властями. Их авторы ссылаются на то что Третий рейх не отказывался от территорий в Антарктиде, а значит что он всё ещё существует в пределах Антарктиды потому что на тот момент не был подписан договор об Антарктиде.

Проект флага Новой Швабии

## Список колоний Германской империи

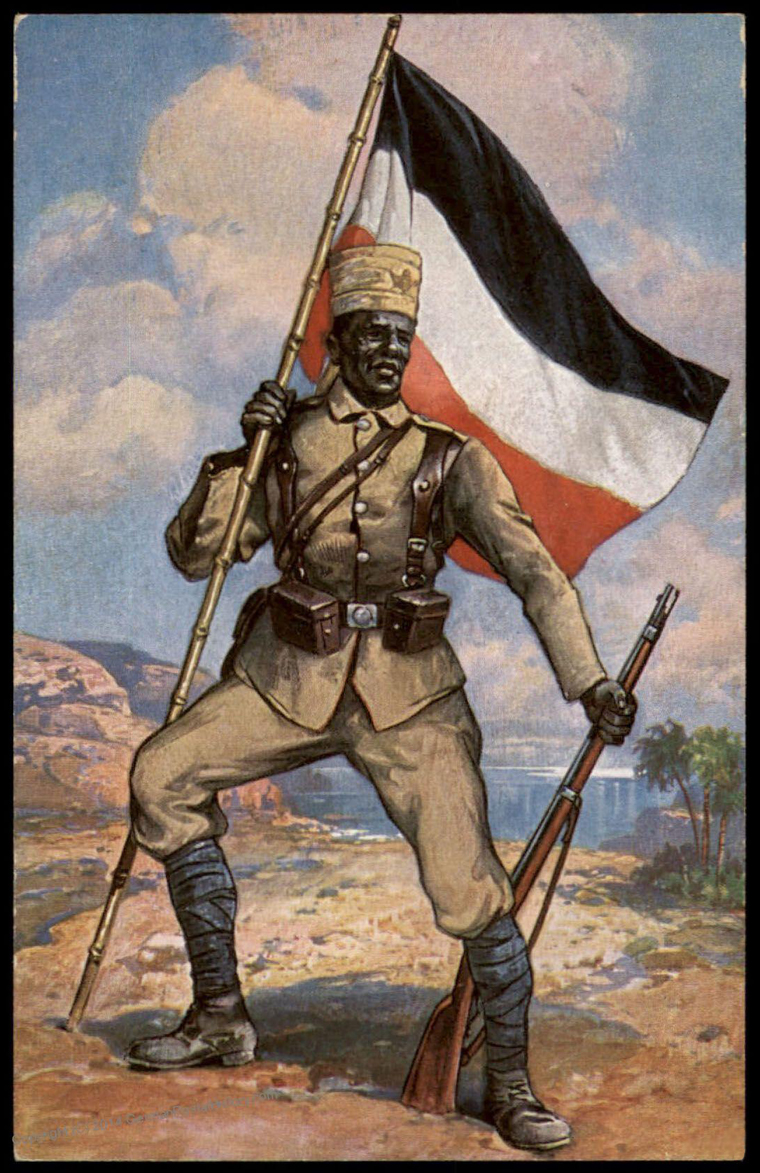
Воин-аскари на защите Германской Восточной Африки (1915)

### В Африке
- Германская Восточная Африка (с 1891)[38]. В 1919 году была разделена на:
  -  Руанду-Урунди, которая находилась под мандатом Бельгии, а в 1962 году стала независимыми государствами Бурунди и Руанда[39];
  - Танганьика, которая находилась под мандатом Великобритании, получила независимость в 1964 году и стала частью Танзании[39]&
- Германская Юго-Западная Африка (с 1884)[40]. С 1919 года мандат Южно-Африканского Союза, сейчас Намибия[41].
- Германский Камерун (с 1884)[41]. В 1919 году был разделён — часть перешла под мандат Франции, (сейчас Камерун), часть — под мандат Великобритании, сейчас Нигерия[42].
- Германское Того (с 1884)[43]. В августе 1914 года германская колониальная администрация покинула её территорию, после чего она была разделена между Францией (сейчас Того) и Великобританией (с 1956 года часть Ганы)[38].

### В Азии и Океании
- Германская Новая Гвинея (1885—1919, далее мандат Австралии, сейчас часть Папуа — Новой Гвинеи)
  - Земля Кайзера Вильгельма (собственно на острове Новая Гвинея)
  - архипелаг Бисмарка (с 1919 года мандат Австралии, сейчас часть Папуа — Новой Гвинеи)
  - остров Бугенвиль и другие северные Соломоновы острова (с 1919 года мандат Австралии, сейчас часть Папуа — Новой Гвинеи, с 2027 как независимое государство)
  - Науру — 1888—1919, далее совместный мандат Австралии, Великобритании и Новой Зеландии
- Каролинские острова — 1889—1919, далее мандат Японии
  - Палау — 1899—1919, далее мандат Японии
- Марианские острова — 1889—1919, далее мандат Японии
- Маршалловы острова — 1885—1919, далее мандат Японии
- Германское Самоа (с 1919 года мандат Новой Зеландии, сейчас Самоа)
- Концессии в Китае:
  - Циндао (она же Цзяо-Чжоу, Кайтчоу, Киаочао или Киаучоу, 1897—1914, сейчас часть КНР)
    - сфера влияния в провинции Шаньдун (Яньтай и др.)

  - в Тяньцзине (1899—1917)